# Sasha Mashin
Aleksandr „Sacha“ Machin (russisch Александр Махин, engl. Transkription Alexandr Mashin bzw. Sasha Mashin, * 1976 in Leningrad, Sowjetunion) ist ein russischer Jazz-Schlagzeuger.

## Leben und Wirken
Mashin wuchs im heutigen Sankt Petersburg auf, wo er eine klassische Perkussionsausbildung erfuhr. Als Schlagzeuger ist er Autodidakt; seine Vorbilder waren Musiker wie Buddy Rich, Max Roach, Tony Williams und Elvin Jones. Ab 1995 arbeitete er in der Jazzszene von St. Petersburg, als ihn Igor Butman nach seiner Rückkehr aus den USA in sein Quartett holte. Ab 1997 arbeitete er auch in Butmans Club in Moskau und spielte dann in den folgenden zehn Jahren im MosGorTrio, das aus dem Pianisten Yakov Okun sowie den Bassisten Anton Revnuk bzw. Makar Novikov bestand. Daneben trat er mit gastierenden Musikern wie Johnny Griffin, Benny Golson, James Spaulding, Kenny Barron, Eddie Henderson, Lew Tabackin, Donny McCaslin und Mark Turner auf. Ab den 2000er-Jahren tourte er in Russland in Triobesetzung (mit Makar Novikov und Alexey Ivannikov) sowie mit Ivan Farmakovsky, Alexey Bekker, Vladimir Nesterenko, J. D. Walter, Josh Evans und Alex Sipiagin, an dessen Album New Path (2014) er mitwirkte. Weitere Aufnahmen entstanden mit der  Sergey Gusyatinsky's St. Petersburg Big-Band (It's Wonderful, 2006) und Shahin Novrasli (Live in Prague Castle, 2006, mit Nathan Peck). Unter eigenem Namen legte er 2018 das Album Out of the Box vor, u. a. mit Sipiagin, Zhenya Strigalev, Misha Tsiganov und Boris Kozlov und zahlreichen Gastsolisten wie der Sängerin Hiske Oosterwijk. 2021 folgten die beiden EPs Happy Synapse, Parts 1&2.  Mashin ist A&R des Jazzlabels Rainy Days von Eugene Petrushanskiy.